# Spelartrupper under Europamästerskapet i fotboll 2012
Följande är en lista över spelartrupper under Europamästerskapet i fotboll 2012 i Polen och Ukraina för varje deltagande nation. Turneringen startade den 8 juni och finalen kommer att spelas i Kiev den 1 juli 2012.
Varje nation var tvungna att lämna in en trupplista på 23 spelare, varav tre skulle vara målvakter, innan den 29 maj 2012. Om en spelare skadats allvarligt nog för att hindras från att delta i turneringen innan hans lags första match, kan han ersättas av en annan spelare.
Matcher och mål är korrekta per den 23 maj 2012. Ålder korrekt per 8 juni 2012, turneringens öppningsdag.

## Grupp A

### Polen
Förbundskapten:  Franciszek Smuda
| Nr | Pos. | Namn                  | Födelsedatum (ålder)     | Matcher | Mål |               | Klubb                 |
| -- | ---- | --------------------- | ------------------------ | ------- | --- | ------------- | --------------------- |
| 1  | MV   | Wojciech Szczęsny     | 18 april 1990 (22 år)    | 10      | 0   | England       | Arsenal               |
| 2  | F    | Sebastian Boenisch    | 1 februari 1987 (25 år)  | 5       | 0   | Tyskland      | Werder Bremen         |
| 3  | F    | Grzegorz Wojtkowiak   | 26 januari 1984 (28 år)  | 17      | 0   | Polen         | Lech Poznań           |
|    | F    | Marcin Kamiński       | 15 januari 1992 (20 år)  | 2       | 0   | Polen         | Lech Poznań           |
| 5  | MF   | Dariusz Dudka         | 9 december 1983 (28 år)  | 62      | 2   | Frankrike     | Auxerre               |
| 6  | MF   | Adam Matuszczyk       | 14 februari 1989 (23 år) | 19      | 1   | Tyskland      | Fortuna Düsseldorf    |
| 7  | MF   | Eugen Polanski        | 17 mars 1986 (26 år)     | 6       | 0   | Tyskland      | Mainz 05              |
| 8  | MF   | Maciej Rybus          | 19 augusti 1989 (22 år)  | 21      | 1   | Ryssland      | Terek Grozny          |
| 9  | A    | Robert Lewandowski    | 21 augusti 1988 (23 år)  | 41      | 13  | Tyskland      | Borussia Dortmund     |
| 10 | MF   | Ludovic Obraniak      | 10 november 1984 (27 år) | 23      | 5   | Frankrike     | Bordeaux              |
| 11 | MF   | Rafał Murawski        | 9 oktober 1981 (30 år)   | 42      | 1   | Polen         | Lech Poznań           |
|    | MV   | Grzegorz Sandomierski | 5 september 1989 (22 år) | 3       | 0   | Polen         | Jagiellonia Białystok |
| 13 | F    | Marcin Wasilewski     | 9 juni 1980 (31 år)      | 48      | 2   | Belgien       | Anderlecht            |
| 14 | F    | Jakub Wawrzyniak      | 7 juli 1983 (28 år)      | 25      | 0   | Polen         | Legia Warszawa        |
| 15 | F    | Damien Perquis        | 4 oktober 1984 (27 år)   | 6       | 1   | Frankrike     | Sochaux               |
| 16 | MF   | Jakub Błaszczykowski  | 14 december 1985 (26 år) | 50      | 8   | Tyskland      | Borussia Dortmund     |
| 17 | A    | Artur Sobiech         | 12 juni 1990 (21 år)     | 5       | 1   | Tyskland      | Hannover 96           |
| 18 | MF   | Adrian Mierzejewski   | 4 november 1986 (25 år)  | 22      | 1   | Turkiet       | Trabzonspor           |
| 19 | MF   | Rafał Wolski          | 10 november 1992 (19 år) | 3       | 0   | Polen         | Legia Warszawa        |
| 20 | F    | Łukasz Piszczek       | 3 juni 1985 (27 år)      | 23      | 0   | Tyskland      | Borussia Dortmund     |
|    | MF   | Kamil Grosicki        | 8 juni 1988 (24 år)      | 14      | 0   | Turkiet       | Sivasspor             |
|    | MV   | Przemysław Tytoń      | 4 januari 1987 (25 år)   | 5       | 0   | Nederländerna | PSV Eindhoven         |
| 23 | A    | Paweł Brożek          | 21 april 1983 (29 år)    | 33      | 8   | Skottland     | Celtic                |

### Grekland
Förbundskapten:  Fernando Santos
| Nr | Pos. | Namn                      | Födelsedatum (ålder)     | Matcher | Mål |           | Klubb                |
| -- | ---- | ------------------------- | ------------------------ | ------- | --- | --------- | -------------------- |
| 1  | MV   | Kostas Chalkias           | 30 maj 1974 (38 år)      | 30      | 0   | Grekland  | PAOK                 |
| 2  | MF   | Ioannis Maniatis          | 12 oktober 1986 (25 år)  | 9       | 0   | Grekland  | Olympiakos           |
| 3  | F    | Georgios Tzavelas         | 26 november 1987 (24 år) | 6       | 0   | Frankrike | AS Monaco            |
| 4  | F    | Stelios Malezas           | 11 mars 1985 (27 år)     | 2       | 0   | Grekland  | PAOK                 |
| 5  | F    | Kyriakos Papadopoulos     | 23 februari 1992 (20 år) | 8       | 3   | Tyskland  | Schalke 04           |
| 6  | MF   | Grigoris Makos            | 18 januari 1987 (25 år)  | 11      | 0   | Grekland  | AEK Aten             |
| 7  | A    | Georgios Samaras          | 21 februari 1985 (27 år) | 54      | 7   | Skottland | Celtic               |
| 8  | F    | Avraam Papadopoulos       | 3 december 1984 (27 år)  | 33      | 0   | Grekland  | Olympiakos           |
| 9  | A    | Nikos Liberopoulos        | 4 augusti 1975 (36 år)   | 75      | 13  | Grekland  | AEK Aten             |
| 10 | MF   | Giorgos Karagounis        | 6 mars 1977 (35 år)      | 117     | 8   | Grekland  | Panathinaikos        |
| 11 | A    | Konstantinos Mitroglou    | 12 mars 1988 (24 år)     | 13      | 0   | Grekland  | Atromitos            |
| 12 | MV   | Alexandros Tzorvas        | 12 augusti 1982 (29 år)  | 16      | 0   | Italien   | Palermo              |
| 13 | MV   | Michalis Sifakis          | 9 september 1984 (27 år) | 12      | 0   | Grekland  | Aris Thessaloniki    |
| 14 | A    | Dimitris Salpigidis       | 18 augusti 1981 (30 år)  | 55      | 7   | Grekland  | PAOK                 |
| 15 | F    | Vasilis Torosidis         | 10 juni 1985 (26 år)     | 44      | 6   | Grekland  | Olympiakos           |
| 16 | MF   | Georgios Fotakis          | 29 oktober 1981 (30 år)  | 10      | 2   | Grekland  | PAOK                 |
| 17 | A    | Theofanis Gekas           | 23 maj 1980 (32 år)      | 58      | 21  | Turkiet   | Samsunspor           |
| 18 | MF   | Sotiris Ninis             | 3 april 1990 (22 år)     | 19      | 2   | Grekland  | Panathinaikos        |
| 19 | F    | Sokratis Papastathopoulos | 9 juni 1988 (23 år)      | 28      | 0   | Tyskland  | Werder Bremen        |
| 20 | F    | José Holebas              | 27 juni 1984 (27 år)     | 4       | 0   | Grekland  | Olympiakos           |
| 21 | MF   | Kostas Katsouranis        | 21 juni 1979 (32 år)     | 91      | 9   | Grekland  | Panathinaikos        |
| 22 | MF   | Kostas Fortounis          | 16 oktober 1992 (19 år)  | 3       | 0   | Tyskland  | 1. FC Kaiserslautern |
| 23 | MF   | Ioannis Fetfatzidis       | 21 december 1990 (21 år) | 13      | 3   | Grekland  | Olympiakos           |

### Ryssland
Förbundskapten:  Dick Advocaat
| Nr | Pos. | Namn                 | Födelsedatum (ålder)      | Matcher | Mål |          | Klubb                  |
| -- | ---- | -------------------- | ------------------------- | ------- | --- | -------- | ---------------------- |
| 1  | MV   | Igor Akinfejev       | 8 april 1986 (26 år)      | 52      | 0   | Ryssland | CSKA Moskva            |
| 2  | F    | Aleksandr Anjukov    | 28 september 1982 (29 år) | 65      | 1   | Ryssland | Zenit Sankt Petersburg |
| 3  | F    | Roman Sjaronov       | 8 september 1976 (35 år)  | 8       | 0   | Ryssland | Rubin Kazan            |
| 4  | F    | Sergej Ignasjevitj   | 14 juli 1979 (32 år)      | 75      | 5   | Ryssland | CSKA Moskva            |
| 5  | F    | Jurij Zjirkov        | 20 augusti 1983 (28 år)   | 52      | 0   | Ryssland | Anzji Machatjkala      |
| 6  | MF   | Roman Sjirokov       | 6 juli 1981 (30 år)       | 22      | 6   | Ryssland | Zenit Sankt Petersburg |
| 7  | MF   | Igor Denisov         | 17 maj 1984 (28 år)       | 26      | 0   | Ryssland | Zenit Sankt Petersburg |
| 8  | MF   | Konstantin Zyrjanov  | 5 oktober 1977 (34 år)    | 50      | 7   | Ryssland | Zenit Sankt Petersburg |
| 9  | MF   | Marat Izmajlov       | 21 september 1982 (29 år) | 33      | 2   | Portugal | Sporting Lissabon      |
| 10 | A    | Andrej Arsjavin      | 29 maj 1981 (31 år)       | 71      | 17  | England  | Arsenal                |
| 11 | A    | Aleksandr Kerzjakov  | 27 november 1982 (29 år)  | 61      | 19  | Ryssland | Zenit Sankt Petersburg |
| 12 | F    | Aleksej Berezutskij  | 20 juni 1982 (29 år)      | 48      | 0   | Ryssland | CSKA Moskva            |
| 13 | MV   | Anton Sjunin         | 27 januari 1987 (25 år)   | 2       | 0   | Ryssland | Dynamo Moskva          |
| 14 | A    | Roman Pavljutjenko   | 15 december 1981 (30 år)  | 47      | 20  | Ryssland | Lokomotiv Moskva       |
| 15 | MF   | Dmitrij Kombarov     | 22 januari 1987 (25 år)   | 4       | 0   | Ryssland | Spartak Moskva         |
| 16 | MV   | Vjatjeslav Malafejev | 4 mars 1979 (33 år)       | 25      | 0   | Ryssland | Zenit Sankt Petersburg |
| 17 | MF   | Alan Dzagojev        | 17 juni 1990 (21 år)      | 20      | 4   | Ryssland | CSKA Moskva            |
| 18 | A    | Aleksandr Kokorin    | 19 mars 1991 (21 år)      | 5       | 0   | Ryssland | Dynamo Moskva          |
| 19 | F    | Vladimir Granat      | 22 maj 1987 (25 år)       | 0       | 0   | Ryssland | Dynamo Moskva          |
| 20 | A    | Pavel Pogrebnjak     | 8 november 1983 (28 år)   | 32      | 8   | England  | Fulham                 |
| 21 | F    | Kirill Nababkin      | 8 september 1986 (25 år)  | 1       | 0   | Ryssland | CSKA Moskva            |
| 22 | MF   | Denis Glusjakov      | 27 januari 1987 (25 år)   | 9       | 1   | Ryssland | Lokomotiv Moskva       |
| 23 | MF   | Igor Semsjov         | 6 april 1978 (34 år)      | 57      | 3   | Ryssland | Dynamo Moskva          |

### Tjeckien
Förbundskapten:  Michal Bílek
| Nr | Pos. | Namn                   | Födelsedatum (ålder)      | Matcher | Mål |           | Klubb                 |
| -- | ---- | ---------------------- | ------------------------- | ------- | --- | --------- | --------------------- |
|    | MV   | Petr Čech              | 20 maj 1982 (30 år)       | 89      | 0   | England   | Chelsea               |
| 2  | F    | Theodor Gebre Selassie | 24 december 1986 (25 år)  | 8       | 0   | Tjeckien  | Slovan Liberec        |
| 3  | F    | Michal Kadlec          | 13 december 1984 (27 år)  | 33      | 7   | Tyskland  | Bayer Leverkusen      |
| 4  | F    | Marek Suchý            | 29 mars 1988 (24 år)      | 3       | 0   | Ryssland  | Spartak Moskva        |
| 5  | F    | Roman Hubník           | 6 juni 1984 (28 år)       | 20      | 2   | Tyskland  | Hertha BSC            |
| 6  | F    | Tomáš Sivok            | 15 september 1983 (28 år) | 24      | 3   | Turkiet   | Beşiktaş              |
| 7  | A    | Tomáš Necid            | 13 augusti 1989 (22 år)   | 25      | 7   | Ryssland  | CSKA Moskva           |
| 8  | F    | David Limberský        | 6 oktober 1983 (28 år)    | 7       | 0   | Tjeckien  | Viktoria Plzeň        |
| 9  | MF   | Jan Rezek              | 5 maj 1982 (30 år)        | 12      | 3   | Cypern    | Anorthosis Famagusta  |
| 10 | MF   | Tomáš Rosický          | 4 oktober 1980 (31 år)    | 86      | 20  | England   | Arsenal               |
| 11 | MF   | Milan Petržela         | 19 juni 1983 (28 år)      | 9       | 0   | Tjeckien  | Viktoria Plzeň        |
| 12 | F    | František Rajtoral     | 12 mars 1986 (26 år)      | 1       | 0   | Tjeckien  | Viktoria Plzeň        |
| 13 | MF   | Jaroslav Plašil        | 5 januari 1982 (30 år)    | 70      | 6   | Frankrike | Bordeaux              |
| 14 | MF   | Václav Pilař           | 13 oktober 1988 (23 år)   | 7       | 1   | Tjeckien  | Viktoria Plzeň        |
| 15 | A    | Milan Baroš            | 28 oktober 1981 (30 år)   | 87      | 40  | Turkiet   | Galatasaray           |
|    | MV   | Jan Laštůvka           | 7 juli 1982 (29 år)       | 1       | 0   | Ukraina   | Dnipro Dnipropetrovsk |
| 17 | MF   | Tomáš Hübschman        | 4 september 1981 (30 år)  | 41      | 0   | Ukraina   | Sjachtar Donetsk      |
| 18 | MF   | Daniel Kolář           | 27 oktober 1985 (26 år)   | 9       | 1   | Tjeckien  | Viktoria Plzeň        |
| 19 | MF   | Petr Jiráček           | 2 mars 1986 (26 år)       | 6       | 1   | Tyskland  | VfL Wolfsburg         |
| 20 | A    | Tomáš Pekhart          | 26 maj 1989 (23 år)       | 9       | 0   | Tyskland  | 1. FC Nürnberg        |
| 21 | A    | David Lafata           | 18 september 1981 (30 år) | 16      | 2   | Tjeckien  | FK Jablonec           |
| 22 | MF   | Vladimír Darida        | 8 augusti 1990 (21 år)    | 1       | 0   | Tjeckien  | FC Viktoria Plzeň     |
|    | MV   | Jaroslav Drobný        | 18 oktober 1979 (32 år)   | 5       | 0   | Tyskland  | Hamburger SV          |

## Grupp B

### Nederländerna
Förbundskapten:  Bert van Marwijk
| Nr | Pos. | Namn                 | Födelsedatum (ålder)      | Matcher | Mål |               | Klubb             |
| -- | ---- | -------------------- | ------------------------- | ------- | --- | ------------- | ----------------- |
| 1  | MV   | Maarten Stekelenburg | 22 september 1982 (29 år) | 47      | 0   | Italien       | Roma              |
|    | F    | Gregory van der Wiel | 3 februari 1988 (24 år)   | 32      | 0   | Nederländerna | Ajax              |
|    | F    | John Heitinga        | 15 november 1983 (28 år)  | 78      | 7   | England       | Everton           |
|    | F    | Joris Mathijsen      | 5 april 1980 (32 år)      | 80      | 3   | Spanien       | Málaga            |
|    | F    | Wilfred Bouma        | 15 juni 1978 (33 år)      | 37      | 2   | Nederländerna | PSV Eindhoven     |
|    | MF   | Mark van Bommel      | 22 april 1977 (35 år)     | 77      | 10  | Nederländerna | PSV Eindhoven     |
| 7  | A    | Dirk Kuyt            | 22 juli 1980 (31 år)      | 88      | 24  | England       | Liverpool         |
|    | MF   | Nigel de Jong        | 30 november 1984 (27 år)  | 60      | 1   | England       | Manchester City   |
| 9  | A    | Klaas-Jan Huntelaar  | 12 augusti 1983 (28 år)   | 53      | 31  | Tyskland      | Schalke 04        |
|    | MF   | Wesley Sneijder      | 9 juni 1984 (27 år)       | 84      | 24  | Italien       | Internazionale    |
| 11 | A    | Arjen Robben         | 23 januari 1984 (28 år)   | 57      | 17  | Tyskland      | Bayern München    |
| 12 | MV   | Michel Vorm          | 20 oktober 1983 (28 år)   | 9       | 0   | Wales         | Swansea City      |
|    | F    | Ron Vlaar            | 16 februari 1985 (27 år)  | 7       | 1   | Nederländerna | Feyenoord         |
|    | F    | Stijn Schaars        | 11 januari 1984 (28 år)   | 19      | 0   | Portugal      | Sporting          |
|    | F    | Jetro Willems        | 30 mars 1994 (18 år)      | 2       | 0   | Nederländerna | PSV Eindhoven     |
| 16 | A    | Robin van Persie     | 6 augusti 1983 (28 år)    | 65      | 28  | England       | Arsenal           |
|    | MF   | Kevin Strootman      | 13 februari 1990 (22 år)  | 11      | 1   | Nederländerna | PSV Eindhoven     |
| 18 | A    | Luuk de Jong         | 27 augusti 1990 (21 år)   | 7       | 1   | Nederländerna | Twente            |
| 19 | A    | Luciano Narsingh     | 13 september 1990 (21 år) | 2       | 0   | Nederländerna | Heerenveen        |
|    | A    | Ibrahim Afellay      | 2 april 1986 (26 år)      | 38      | 5   | Spanien       | Barcelona         |
|    | F    | Khalid Boulahrouz    | 28 december 1981 (30 år)  | 35      | 0   | Tyskland      | VfB Stuttgart     |
|    | MV   | Tim Krul             | 3 april 1988 (24 år)      | 3       | 0   | England       | Newcastle United  |
|    | MF   | Rafael van der Vaart | 11 februari 1983 (29 år)  | 96      | 16  | England       | Tottenham Hotspur |

### Danmark
Förbundskapten:  Morten Olsen
| Nr | Pos. | Namn                | Födelsedatum (ålder)      | Matcher | Mål |               | Klubb             |
| -- | ---- | ------------------- | ------------------------- | ------- | --- | ------------- | ----------------- |
| 1  | MV   | Stephan Andersen    | 26 november 1981 (30 år)  | 10      | 0   | Frankrike     | Evian             |
|    | MF   | Christian Poulsen   | 28 februari 1980 (32 år)  | 91      | 6   | Frankrike     | Evian             |
|    | F    | Simon Kjær          | 26 mars 1989 (23 år)      | 24      | 0   | Italien       | Roma              |
|    | F    | Daniel Agger        | 12 december 1984 (27 år)  | 46      | 6   | England       | Liverpool         |
|    | F    | Simon Poulsen       | 7 oktober 1984 (27 år)    | 18      | 0   | Nederländerna | AZ Alkmaar        |
|    | F    | Lars Jacobsen       | 20 september 1979 (32 år) | 50      | 1   | Danmark       | Köpenhamn         |
|    | MF   | William Kvist       | 24 februari 1985 (27 år)  | 28      | 0   | Tyskland      | VfB Stuttgart     |
|    | MF   | Christian Eriksen   | 14 februari 1992 (20 år)  | 23      | 2   | Nederländerna | Ajax              |
| 9  | A    | Michael Krohn-Dehli | 6 juni 1983 (29 år)       | 21      | 4   | Danmark       | Brøndby           |
| 10 | A    | Dennis Rommedahl    | 22 juli 1978 (33 år)      | 116     | 21  | Danmark       | Brøndby           |
| 11 | A    | Nicklas Bendtner    | 16 januari 1988 (24 år)   | 48      | 18  | England       | Arsenal           |
|    | F    | Andreas Bjelland    | 11 juli 1988 (23 år)      | 6       | 1   | Danmark       | Nordsjælland      |
|    | F    | Jores Okore         | 11 augusti 1992 (19 år)   | 3       | 0   | Danmark       | Nordsjælland      |
|    | MF   | Lasse Schøne        | 27 maj 1986 (26 år)       | 10      | 2   | Nederländerna | NEC               |
| 15 | MF   | Michael Silberbauer | 7 juli 1981 (30 år)       | 24      | 1   | Schweiz       | Young Boys        |
| 16 | MV   | Anders Lindegaard   | 13 april 1984 (28 år)     | 5       | 0   | England       | Manchester United |
| 17 | A    | Nicklas Pedersen    | 10 oktober 1987 (24 år)   | 8       | 0   | Nederländerna | Groningen         |
|    | F    | Daniel Wass         | 31 maj 1989 (23 år)       | 6       | 0   | Frankrike     | Evian             |
|    | MF   | Jakob Poulsen       | 7 juli 1983 (28 år)       | 22      | 1   | Danmark       | Midtjylland       |
|    | MF   | Thomas Kahlenberg   | 20 mars 1983 (29 år)      | 38      | 4   | Frankrike     | Evian             |
|    | MF   | Niki Zimling        | 19 april 1985 (27 år)     | 11      | 0   | Belgien       | Club Brugge       |
| 22 | MV   | Kasper Schmeichel   | 5 november 1986 (25 år)   | 0       | 0   | England       | Leicester City    |
| 23 | A    | Tobias Mikkelsen    | 18 september 1986 (25 år) | 3       | 0   | Danmark       | Nordsjælland      |

### Tyskland
Förbundskapten:  Joachim Löw

### Portugal
Förbundskapten:  Paulo Bento
| Nr | Pos. | Namn              | Födelsedatum (ålder)      | Matcher | Mål |          | Klubb                  |
| -- | ---- | ----------------- | ------------------------- | ------- | --- | -------- | ---------------------- |
| 1  | MV   | Eduardo           | 19 september 1982 (29 år) | 28      | 0   | Portugal | Benfica                |
|    | F    | Bruno Alves       | 27 november 1981 (30 år)  | 50      | 5   | Ryssland | Zenit Sankt Petersburg |
|    | F    | Pepe              | 26 februari 1983 (29 år)  | 39      | 2   | Spanien  | Real Madrid            |
|    | MF   | Miguel Veloso     | 11 maj 1986 (26 år)       | 24      | 2   | Italien  | Genoa                  |
|    | F    | Fábio Coentrão    | 11 mars 1988 (24 år)      | 22      | 1   | Spanien  | Real Madrid            |
|    | MF   | Custódio          | 24 maj 1983 (29 år)       | 1       | 0   | Portugal | Braga                  |
| 7  | A    | Cristiano Ronaldo | 5 februari 1985 (27 år)   | 90      | 32  | Spanien  | Real Madrid            |
|    | MF   | João Moutinho     | 8 september 1986 (25 år)  | 43      | 2   | Portugal | Porto                  |
| 9  | A    | Hugo Almeida      | 23 maj 1984 (28 år)       | 42      | 15  | Turkiet  | Beşiktaş               |
| 10 | A    | Ricardo Quaresma  | 26 september 1983 (28 år) | 35      | 3   | Turkiet  | Beşiktaş               |
| 11 | A    | Nélson Oliveira   | 8 augusti 1991 (20 år)    | 3       | 0   | Portugal | Benfica                |
| 12 | MV   | Rui Patrício      | 15 februari 1988 (24 år)  | 11      | 0   | Portugal | Sporting Lissabon      |
|    | F    | Ricardo Costa     | 16 maj 1981 (31 år)       | 11      | 0   | Spanien  | Valencia               |
|    | F    | Rolando           | 31 augusti 1985 (26 år)   | 14      | 0   | Portugal | Porto                  |
|    | MF   | Rúben Micael      | 19 augusti 1986 (25 år)   | 8       | 2   | Spanien  | Atlético Madrid        |
|    | MF   | Raul Meireles     | 17 mars 1983 (29 år)      | 56      | 8   | England  | Chelsea                |
| 17 | A    | Nani              | 17 november 1986 (25 år)  | 54      | 13  | England  | Manchester United      |
| 18 | A    | Silvestre Varela  | 2 februari 1985 (27 år)   | 6       | 1   | Portugal | Porto                  |
|    | F    | Miguel Lopes      | 19 december 1986 (25 år)  | 1       | 0   | Portugal | Braga                  |
|    | MF   | Hugo Viana        | 15 januari 1983 (29 år)   | 27      | 1   | Portugal | Braga                  |
|    | F    | João Pereira      | 25 februari 1984 (28 år)  | 14      | 0   | Portugal | Sporting Lissabon      |
| 22 | MV   | Beto              | 1 maj 1982 (30 år)        | 2       | 0   | Rumänien | CFR Cluj               |
| 23 | A    | Hélder Postiga    | 2 augusti 1982 (29 år)    | 49      | 19  | Spanien  | Real Zaragoza          |

## Grupp C

### Spanien
Förbundskapten:  Vicente del Bosque
| Nr | Pos. | Namn              | Födelsedatum (ålder)     | Matcher | Mål |         | Klubb           |
| -- | ---- | ----------------- | ------------------------ | ------- | --- | ------- | --------------- |
| 1  | MV   | Iker Casillas     | 20 maj 1981 (31 år)      | 129     | 0   | Spanien | Real Madrid     |
| 2  | F    | Raúl Albiol       | 4 september 1985 (26 år) | 32      | 0   | Spanien | Real Madrid     |
| 3  | F    | Gerard Piqué      | 2 februari 1987 (25 år)  | 38      | 4   | Spanien | Barcelona       |
| 4  | MF   | Javi Martínez     | 2 september 1988 (23 år) | 7       | 0   | Spanien | Athletic Bilbao |
| 5  | F    | Juanfran Torres   | 9 januari 1985 (27 år)   | 1       | 0   | Spanien | Atlético Madrid |
| 6  | MF   | Andrés Iniesta    | 11 maj 1984 (28 år)      | 64      | 11  | Spanien | Barcelona       |
| 7  | A    | Pedro Rodríguez   | 28 juli 1987 (24 år)     | 14      | 2   | Spanien | Barcelona       |
| 8  | MF   | Xavi Hernández    | 25 januari 1980 (32 år)  | 108     | 10  | Spanien | Barcelona       |
| 9  | A    | Fernando Torres   | 20 mars 1984 (28 år)     | 91      | 27  | England | Chelsea         |
| 10 | MF   | Cesc Fàbregas     | 4 maj 1987 (25 år)       | 63      | 8   | Spanien | Barcelona       |
| 11 | A    | Álvaro Negredo    | 20 augusti 1985 (26 år)  | 7       | 5   | Spanien | Sevilla         |
| 12 | MV   | Víctor Valdés     | 14 januari 1982 (30 år)  | 7       | 0   | Spanien | Barcelona       |
| 13 | MF   | Juan Mata         | 28 april 1988 (24 år)    | 16      | 5   | England | Chelsea         |
| 14 | MF   | Xabi Alonso       | 25 november 1981 (30 år) | 94      | 12  | Spanien | Real Madrid     |
| 15 | F    | Sergio Ramos      | 30 mars 1986 (26 år)     | 84      | 6   | Spanien | Real Madrid     |
| 16 | MF   | Sergio Busquets   | 16 juli 1987 (24 år)     | 38      | 0   | Spanien | Barcelona       |
| 17 | F    | Álvaro Arbeloa    | 17 januari 1983 (29 år)  | 33      | 0   | Spanien | Real Madrid     |
| 18 | F    | Jordi Alba        | 21 mars 1989 (23 år)     | 3       | 0   | Spanien | Valencia        |
| 19 | A    | Fernando Llorente | 26 februari 1985 (27 år) | 20      | 7   | Spanien | Athletic Bilbao |
| 20 | MF   | Santi Cazorla     | 13 december 1984 (27 år) | 41      | 5   | Spanien | Málaga          |
| 21 | MF   | David Silva       | 8 januari 1986 (26 år)   | 55      | 15  | England | Manchester City |
| 22 | MF   | Jesús Navas       | 21 november 1985 (26 år) | 15      | 1   | Spanien | Sevilla         |
| 23 | MV   | Pepe Reina        | 31 augusti 1982 (29 år)  | 24      | 0   | England | Liverpool       |

### Italien
Förbundskapten:  Cesare Prandelli
| Nr | Pos. | Namn                 | Födelsedatum (ålder)     | Matcher | Mål |           | Klubb               |
| -- | ---- | -------------------- | ------------------------ | ------- | --- | --------- | ------------------- |
| 1  | MV   | Gianluigi Buffon     | 28 januari 1978 (34 år)  | 113     | 0   | Italien   | Juventus            |
| 2  | F    | Christian Maggio     | 11 februari 1982 (30 år) | 15      | 0   | Italien   | Napoli              |
| 3  | F    | Giorgio Chiellini    | 14 augusti 1984 (27 år)  | 50      | 2   | Italien   | Juventus            |
| 4  | F    | Angelo Ogbonna       | 23 maj 1988 (24 år)      | 2       | 0   | Italien   | Torino              |
| 5  | MF   | Thiago Motta         | 28 augusti 1982 (29 år)  | 7       | 1   | Frankrike | Paris Saint-Germain |
| 6  | F    | Federico Balzaretti  | 6 december 1981 (30 år)  | 7       | 0   | Italien   | Palermo             |
| 7  | F    | Ignazio Abate        | 12 november 1986 (25 år) | 2       | 0   | Italien   | Milan               |
| 8  | MF   | Claudio Marchisio    | 19 januari 1986 (26 år)  | 19      | 1   | Italien   | Juventus            |
| 9  | A    | Mario Balotelli      | 12 augusti 1990 (21 år)  | 7       | 1   | England   | Manchester City     |
| 10 | A    | Antonio Cassano      | 12 juli 1982 (29 år)     | 28      | 9   | Italien   | Milan               |
| 11 | A    | Antonio Di Natale    | 13 oktober 1977 (34 år)  | 36      | 10  | Italien   | Udinese             |
| 12 | MV   | Salvatore Sirigu     | 12 januari 1987 (25 år)  | 2       | 0   | Frankrike | Paris Saint-Germain |
| 13 | MF   | Emanuele Giaccherini | 5 maj 1985 (27 år)       | 0       | 0   | Italien   | Juventus            |
| 14 | MV   | Morgan De Sanctis    | 26 mars 1977 (35 år)     | 4       | 0   | Italien   | Napoli              |
| 15 | F    | Andrea Barzagli      | 8 maj 1981 (31 år)       | 28      | 0   | Italien   | Juventus            |
| 16 | MF   | Daniele De Rossi     | 24 juli 1983 (28 år)     | 71      | 10  | Italien   | Roma                |
| 17 | A    | Fabio Borini         | 29 mars 1991 (21 år)     | 1       | 0   | Italien   | Roma                |
| 18 | MF   | Riccardo Montolivo   | 18 januari 1985 (27 år)  | 32      | 1   | Italien   | Fiorentina          |
| 19 | F    | Leonardo Bonucci     | 1 maj 1987 (25 år)       | 13      | 2   | Italien   | Juventus            |
| 20 | A    | Sebastian Giovinco   | 26 januari 1987 (25 år)  | 7       | 0   | Italien   | Parma               |
| 21 | MF   | Andrea Pirlo         | 19 maj 1979 (33 år)      | 82      | 9   | Italien   | Juventus            |
| 22 | MF   | Alessandro Diamanti  | 2 maj 1983 (29 år)       | 1       | 0   | Italien   | Bologna             |
| 23 | MF   | Antonio Nocerino     | 9 april 1985 (27 år)     | 10      | 0   | Italien   | Milan               |

### Irland
Förbundskapten:  Giovanni Trapattoni
| Nr | Pos. | Namn             | Födelsedatum (ålder)      | Matcher | Mål |           | Klubb                   |
| -- | ---- | ---------------- | ------------------------- | ------- | --- | --------- | ----------------------- |
| 1  | MV   | Shay Given       | 20 april 1976 (36 år)     | 121     | 0   | England   | Aston Villa             |
| 2  | F    | Sean St Ledger   | 28 december 1984 (27 år)  | 25      | 2   | England   | Leicester City          |
| 3  | F    | Stephen Ward     | 20 augusti 1985 (26 år)   | 10      | 2   | England   | Wolverhampton Wanderers |
| 4  | F    | John O'Shea      | 30 april 1981 (31 år)     | 75      | 1   | England   | Sunderland              |
| 5  | F    | Richard Dunne    | 21 september 1979 (32 år) | 71      | 8   | England   | Aston Villa             |
| 6  | MF   | Glenn Whelan     | 13 januari 1984 (28 år)   | 37      | 2   | England   | Stoke City              |
| 7  | MF   | Aiden McGeady    | 4 april 1986 (26 år)      | 47      | 2   | Ryssland  | Spartak Moskva          |
| 8  | MF   | Keith Andrews    | 13 september 1980 (31 år) | 27      | 3   | England   | West Bromwich Albion    |
| 9  | A    | Kevin Doyle      | 18 september 1983 (28 år) | 46      | 10  | England   | Wolverhampton Wanderers |
| 10 | A    | Robbie Keane     | 8 juli 1980 (31 år)       | 115     | 53  | USA       | Los Angeles Galaxy      |
| 11 | MF   | Damien Duff      | 2 mars 1979 (33 år)       | 95      | 8   | England   | Fulham                  |
| 12 | F    | Stephen Kelly    | 6 september 1983 (28 år)  | 29      | 0   | England   | Fulham                  |
| 13 | F    | Paul McShane     | 6 januari 1986 (26 år)    | 26      | 0   | England   | Hull City               |
| 14 | A    | Jonathan Walters | 20 september 1983 (28 år) | 5       | 1   | England   | Stoke City              |
| 15 | MF   | Darron Gibson    | 25 oktober 1987 (24 år)   | 17      | 1   | England   | Everton                 |
| 16 | MV   | Keiren Westwood  | 23 oktober 1984 (27 år)   | 8       | 0   | England   | Sunderland              |
| 17 | MF   | Stephen Hunt     | 1 augusti 1981 (30 år)    | 38      | 1   | England   | Wolverhampton Wanderers |
| 18 | F    | Darren O'Dea     | 4 februari 1987 (25 år)   | 13      | 0   | Skottland | Celtic                  |
| 19 | A    | Shane Long       | 22 januari 1987 (25 år)   | 24      | 6   | England   | West Bromwich Albion    |
| 20 | A    | Simon Cox        | 28 april 1987 (25 år)     | 11      | 3   | England   | West Bromwich Albion    |
| 21 | MF   | Paul Green       | 10 april 1983 (29 år)     | 10      | 1   | England   | Derby County            |
| 22 | MF   | James McClean    | 22 april 1989 (23 år)     | 1       | 0   | England   | Sunderland              |
| 23 | MV   | David Forde      | 20 december 1979 (32 år)  | 2       | 0   | England   | Millwall                |

### Kroatien
Förbundskapten:  Slaven Bilić
| Nr | Pos. | Namn                | Födelsedatum (ålder)      | Matcher | Mål |           | Klubb                 |
| -- | ---- | ------------------- | ------------------------- | ------- | --- | --------- | --------------------- |
|    | MV   | Stipe Pletikosa     | 8 januari 1979 (33 år)    | 91      | 0   | Ryssland  | Rostov                |
| 2  | F    | Ivan Strinić        | 17 juli 1987 (24 år)      | 17      | 0   | Ukraina   | Dnipro Dnipropetrovsk |
| 3  | F    | Josip Šimunić       | 18 februari 1978 (34 år)  | 95      | 3   | Kroatien  | Dinamo Zagreb         |
| 4  | F    | Jurica Buljat       | 12 september 1986 (25 år) | 2       | 0   | Israel    | Maccabi Haifa         |
| 5  | F    | Vedran Ćorluka      | 5 februari 1986 (26 år)   | 54      | 3   | Tyskland  | Bayer Leverkusen      |
| 6  | F    | Danijel Pranjić     | 2 december 1981 (30 år)   | 43      | 0   | Tyskland  | Bayern München        |
| 7  | MF   | Ivan Rakitić        | 10 mars 1988 (24 år)      | 41      | 8   | Spanien   | Sevilla               |
| 8  | MF   | Ognjen Vukojević    | 20 december 1983 (28 år)  | 39      | 4   | Ukraina   | Dynamo Kiev           |
| 9  | A    | Nikica Jelavić      | 27 augusti 1985 (26 år)   | 19      | 2   | England   | Everton               |
| 10 | MF   | Luka Modrić         | 9 september 1985 (26 år)  | 54      | 8   | England   | Tottenham Hotspur     |
|    | MF   | Darijo Srna         | 1 maj 1982 (30 år)        | 91      | 19  | Ukraina   | Sjachtar Donetsk      |
| 12 | MV   | Ivan Kelava         | 20 februari 1988 (24 år)  | 0       | 0   | Kroatien  | Dinamo Zagreb         |
| 13 | F    | Gordon Schildenfeld | 18 mars 1985 (27 år)      | 12      | 0   | Tyskland  | Eintracht Frankfurt   |
| 14 | MF   | Milan Badelj        | 25 februari 1989 (23 år)  | 4       | 1   | Kroatien  | Dinamo Zagreb         |
| 15 | F    | Šime Vrsaljko       | 10 januari 1992 (20 år)   | 4       | 0   | Kroatien  | Dinamo Zagreb         |
| 16 | MF   | Tomislav Dujmović   | 26 februari 1981 (31 år)  | 18      | 0   | Spanien   | Real Zaragoza         |
| 17 | A    | Mario Mandžukić     | 21 maj 1986 (26 år)       | 29      | 5   | Tyskland  | VfL Wolfsburg         |
| 18 | A    | Nikola Kalinić      | 5 januari 1988 (24 år)    | 13      | 5   | Ukraina   | Dnipro Dnipropetrovsk |
| 19 | MF   | Niko Kranjčar       | 13 augusti 1984 (27 år)   | 71      | 15  | England   | Tottenham Hotspur     |
| 20 | MF   | Ivan Perišić        | 2 februari 1989 (23 år)   | 10      | 0   | Tyskland  | Borussia Dortmund     |
| 21 | F    | Domagoj Vida        | 29 april 1989 (23 år)     | 10      | 0   | Kroatien  | Dinamo Zagreb         |
| 22 | A    | Eduardo             | 25 februari 1983 (29 år)  | 47      | 23  | Ukraina   | Sjachtar Donetsk      |
|    | MV   | Danijel Subašić     | 27 oktober 1984 (27 år)   | 4       | 0   | Frankrike | AS Monaco             |

## Grupp D

### Ukraina
Förbundskapten:  Oleh Blochin
| Nr | Pos. | Namn                 | Födelsedatum (ålder)      | Matcher | Mål |          | Klubb                 |
| -- | ---- | -------------------- | ------------------------- | ------- | --- | -------- | --------------------- |
| 1  | MV   | Maksym Koval         | 9 december 1992 (19 år)   | 0       | 0   | Ukraina  | Dynamo Kiev           |
| 2  | F    | Jevhen Selin         | 9 maj 1988 (24 år)        | 5       | 1   | Ukraina  | Vorskla Poltava       |
| 3  | F    | Jevhen Chatjeridi    | 28 juli 1987 (24 år)      | 8       | 0   | Ukraina  | Dynamo Kiev           |
| 4  | MF   | Anatolij Tymosjtjuk  | 30 mars 1979 (33 år)      | 114     | 4   | Tyskland | Bayern München        |
| 5  | F    | Oleksandr Kutjer     | 22 oktober 1982 (29 år)   | 28      | 1   | Ukraina  | Sjachtar Donetsk      |
| 6  | MF   | Denys Harmasj        | 19 april 1990 (22 år)     | 4       | 0   | Ukraina  | Dynamo Kiev           |
| 7  | A    | Andrij Sjevtjenko    | 29 september 1976 (35 år) | 105     | 46  | Ukraina  | Dynamo Kiev           |
| 8  | MF   | Oleksandr Alijev     | 3 februari 1985 (27 år)   | 25      | 6   | Ukraina  | Dynamo Kiev           |
| 9  | MF   | Oleh Husiev          | 25 april 1983 (29 år)     | 69      | 9   | Ukraina  | Dynamo Kiev           |
| 10 | A    | Andrij Voronin       | 21 juli 1979 (32 år)      | 70      | 7   | Ryssland | Dynamo Moskva         |
| 11 | A    | Andrij Jarmolenko    | 23 oktober 1989 (22 år)   | 18      | 7   | Ukraina  | Dynamo Kiev           |
| 12 | MV   | Andrij Pjatov        | 28 juni 1984 (27 år)      | 24      | 0   | Ukraina  | Sjachtar Donetsk      |
| 13 | F    | Vjatjeslav Sjevtjuk  | 13 maj 1979 (33 år)       | 20      | 0   | Ukraina  | Sjachtar Donetsk      |
| 14 | MF   | Ruslan Rotan         | 29 oktober 1981 (30 år)   | 56      | 6   | Ukraina  | Dnipro Dnipropetrovsk |
| 15 | A    | Artem Milevskyj      | 12 januari 1985 (27 år)   | 43      | 7   | Ukraina  | Dynamo Kiev           |
| 16 | A    | Jevhen Seleznjov     | 20 juli 1985 (26 år)      | 27      | 5   | Ukraina  | Sjachtar Donetsk      |
| 17 | F    | Taras Mychalyk       | 28 oktober 1983 (28 år)   | 25      | 0   | Ukraina  | Dynamo Kiev           |
| 18 | MF   | Serhij Nazarenko     | 16 februari 1980 (32 år)  | 47      | 12  | Ukraina  | Tavrija Simferopol    |
| 19 | MF   | Jevhen Konopljanka   | 29 september 1989 (22 år) | 16      | 5   | Ukraina  | Dnipro Dnipropetrovsk |
| 20 | F    | Jaroslav Rakytskyj   | 3 augusti 1989 (22 år)    | 14      | 3   | Ukraina  | Sjachtar Donetsk      |
| 21 | F    | Bohdan Butko         | 13 januari 1991 (21 år)   | 7       | 0   | Ukraina  | Illitjivets Mariupol  |
| 22 | A    | Marko Dević          | 27 oktober 1983 (28 år)   | 18      | 2   | Ukraina  | Metalist Charkiv      |
| 23 | MV   | Oleksandr Horjajinov | 29 juni 1975 (36 år)      | 1       | 0   | Ukraina  | Metalist Charkiv      |

### Sverige
Förbundskapten:  Erik Hamrén
Hamrén presenterade truppen 14 maj. John Guidetti och Daniel Majstorović tvingades lämna återbud redan innan uttagningen på grund av skador, och var därför inte tillgängliga. 
| Nr | Pos. | Namn                  | Födelsedatum (ålder)      | Matcher | Mål |               | Klubb                |
| -- | ---- | --------------------- | ------------------------- | ------- | --- | ------------- | -------------------- |
| 1  | MV   | Andreas Isaksson      | 3 oktober 1981 (30 år)    | 93      | 0   | Nederländerna | PSV Eindhoven        |
| 2  | F    | Mikael Lustig         | 13 december 1986 (25 år)  | 24      | 1   | Skottland     | Celtic               |
| 3  | F    | Olof Mellberg         | 3 september 1977 (34 år)  | 114     | 7   | Grekland      | Olympiakos           |
| 4  | F    | Andreas Granqvist     | 16 april 1985 (27 år)     | 18      | 2   | Italien       | Genoa                |
| 5  | F    | Martin Olsson         | 17 maj 1988 (24 år)       | 9       | 4   | England       | Blackburn Rovers     |
| 6  | MF   | Rasmus Elm            | 17 mars 1988 (24 år)      | 24      | 1   | Nederländerna | AZ Alkmaar           |
| 7  | MF   | Sebastian Larsson     | 6 juni 1985 (27 år)       | 41      | 5   | England       | Sunderland           |
| 8  | MF   | Anders Svensson       | 17 juli 1976 (35 år)      | 127     | 18  | Sverige       | Elfsborg             |
| 9  | MF   | Kim Källström         | 24 augusti 1982 (29 år)   | 92      | 16  | Frankrike     | Olympique Lyonnais   |
| 10 | A    | Zlatan Ibrahimović    | 3 oktober 1981 (30 år)    | 77      | 31  | Italien       | Milan                |
| 11 | A    | Johan Elmander        | 27 maj 1981 (31 år)       | 63      | 16  | Turkiet       | Galatasaray          |
| 12 | MV   | Johan Wiland          | 24 januari 1981 (31 år)   | 8       | 0   | Danmark       | Köpenhamn            |
| 13 | F    | Jonas Olsson          | 10 mars 1983 (29 år)      | 8       | 0   | England       | West Bromwich Albion |
| 14 | A    | Tobias Hysén          | 9 mars 1982 (30 år)       | 23      | 7   | Sverige       | IFK Göteborg         |
| 15 | F    | Mikael Antonsson      | 31 maj 1981 (31 år)       | 5       | 0   | Italien       | Bologna              |
| 16 | MF   | Pontus Wernbloom      | 25 juni 1986 (25 år)      | 23      | 2   | Ryssland      | CSKA Moskva          |
| 17 | F    | Behrang Safari        | 9 februari 1985 (27 år)   | 24      | 0   | Belgien       | Anderlecht           |
| 18 | MF   | Samuel Holmén         | 28 juni 1984 (27 år)      | 27      | 2   | Turkiet       | İstanbul BB          |
| 19 | MF   | Emir Bajrami          | 7 mars 1988 (24 år)       | 16      | 2   | Nederländerna | Twente               |
| 20 | A    | Ola Toivonen          | 3 juli 1986 (25 år)       | 24      | 6   | Nederländerna | PSV Eindhoven        |
| 21 | MF   | Christian Wilhelmsson | 8 december 1979 (32 år)   | 74      | 9   | Saudiarabien  | Al-Hilal             |
| 22 | A    | Markus Rosenberg      | 27 september 1982 (29 år) | 31      | 6   | Tyskland      | Werder Bremen        |
| 23 | MV   | Pär Hansson           | 22 juni 1986 (25 år)      | 2       | 0   | Sverige       | Helsingborg          |

### England
Förbundskapten:  Roy Hodgson
| Nr | Pos. | Namn                    | Födelsedatum (ålder)     | Matcher | Mål |         | Klubb             |
| -- | ---- | ----------------------- | ------------------------ | ------- | --- | ------- | ----------------- |
| 1  | MV   | Joe Hart                | 19 april 1987 (25 år)    | 17      | 0   | England | Manchester City   |
| 2  | F    | Glen Johnson            | 23 augusti 1984 (27 år)  | 35      | 1   | England | Liverpool         |
| 3  | F    | Ashley Cole             | 20 december 1980 (31 år) | 93      | 0   | England | Chelsea           |
| 4  | MF   | Steven Gerrard          | 30 maj 1980 (32 år)      | 90      | 19  | England | Liverpool         |
| 5  | F    | Martin Kelly            | 27 april 1990 (22 år)    | 1       | 0   | England | Liverpool         |
| 6  | F    | John Terry              | 7 december 1980 (31 år)  | 72      | 6   | England | Chelsea           |
| 7  | MF   | Theo Walcott            | 16 mars 1989 (23 år)     | 22      | 3   | England | Arsenal           |
| 8  | MF   | Jordan Henderson        | 17 juni 1990 (21 år)     | 2       | 0   | England | Liverpool         |
| 9  | A    | Andy Carroll            | 6 januari 1989 (23 år)   | 3       | 1   | England | Liverpool         |
| 10 | A    | Wayne Rooney            | 24 oktober 1985 (26 år)  | 73      | 28  | England | Manchester United |
| 11 | MF   | Ashley Young            | 9 juli 1985 (26 år)      | 19      | 5   | England | Manchester United |
| 12 | F    | Leighton Baines         | 11 december 1984 (27 år) | 7       | 0   | England | Everton           |
| 13 | MV   | Robert Green            | 18 januari 1980 (32 år)  | 11      | 0   | England | West Ham United   |
| 14 | F    | Phil Jones              | 21 februari 1992 (20 år) | 4       | 0   | England | Manchester United |
| 15 | F    | Joleon Lescott          | 16 augusti 1982 (29 år)  | 14      | 0   | England | Manchester City   |
| 16 | MF   | James Milner            | 4 januari 1986 (26 år)   | 24      | 0   | England | Manchester City   |
| 17 | MF   | Scott Parker            | 13 oktober 1980 (31 år)  | 11      | 0   | England | Tottenham Hotspur |
| 18 | F    | Phil Jagielka           | 17 augusti 1982 (29 år)  | 11      | 0   | England | Everton           |
| 19 | MF   | Stewart Downing         | 22 juli 1984 (27 år)     | 33      | 0   | England | Liverpool         |
| 20 | MF   | Alex Oxlade-Chamberlain | 15 augusti 1993 (18 år)  | 1       | 0   | England | Arsenal           |
| 21 | A    | Jermain Defoe           | 7 oktober 1982 (29 år)   | 46      | 15  | England | Tottenham Hotspur |
| 22 | A    | Danny Welbeck           | 26 november 1990 (21 år) | 4       | 0   | England | Manchester United |
| 23 | MV   | Jack Butland            | 10 mars 1993 (19 år)     | 0       | 0   | England | Birmingham City   |

### Frankrike
Förbundskapten:  Laurent Blanc
| Nr | Pos. | Namn               | Födelsedatum (ålder)      | Matcher | Mål |           | Klubb               |
| -- | ---- | ------------------ | ------------------------- | ------- | --- | --------- | ------------------- |
| 1  | MV   | Hugo Lloris        | 26 december 1986 (25 år)  | 30      | 0   | Frankrike | Olympique Lyonnais  |
| 2  | F    | Mathieu Debuchy    | 28 juli 1985 (26 år)      | 3       | 0   | Frankrike | Lille               |
| 3  | F    | Patrice Evra       | 15 maj 1981 (31 år)       | 39      | 0   | England   | Manchester United   |
| 4  | F    | Adil Rami          | 27 december 1985 (26 år)  | 17      | 0   | Spanien   | Valencia            |
| 5  | F    | Philippe Mexès     | 30 mars 1982 (30 år)      | 23      | 1   | Italien   | Milan               |
| 6  | MF   | Yohan Cabaye       | 14 januari 1986 (26 år)   | 10      | 0   | England   | Newcastle United    |
| 7  | MF   | Franck Ribéry      | 7 april 1983 (29 år)      | 57      | 7   | Tyskland  | Bayern München      |
| 8  | A    | Mathieu Valbuena   | 28 september 1984 (27 år) | 10      | 2   | Frankrike | Olympique Marseille |
| 9  | A    | Olivier Giroud     | 30 september 1986 (25 år) | 3       | 1   | Frankrike | Montpellier         |
| 10 | A    | Karim Benzema      | 19 december 1987 (24 år)  | 42      | 13  | Spanien   | Real Madrid         |
| 11 | MF   | Samir Nasri        | 27 juni 1987 (24 år)      | 28      | 3   | England   | Manchester City     |
| 12 | MF   | Blaise Matuidi     | 9 april 1987 (25 år)      | 4       | 0   | Frankrike | Paris Saint-Germain |
| 13 | F    | Anthony Réveillère | 10 november 1979 (32 år)  | 16      | 1   | Frankrike | Olympique Lyonnais  |
| 14 | A    | Jérémy Ménez       | 7 maj 1987 (25 år)        | 10      | 0   | Frankrike | Paris Saint-Germain |
| 15 | MF   | Florent Malouda    | 13 juni 1980 (31 år)      | 74      | 8   | England   | Chelsea             |
| 16 | MV   | Steve Mandanda     | 28 mars 1985 (27 år)      | 14      | 0   | Frankrike | Olympique Marseille |
| 17 | MF   | Yann M'Vila        | 29 juni 1990 (21 år)      | 18      | 1   | Frankrike | Rennes              |
| 18 | MF   | Alou Diarra        | 15 juli 1981 (30 år)      | 38      | 0   | Frankrike | Olympique Marseille |
| 19 | MF   | Marvin Martin      | 10 januari 1988 (24 år)   | 9       | 2   | Frankrike | Sochaux             |
| 20 | A    | Hatem Ben Arfa     | 7 mars 1987 (25 år)       | 8       | 2   | England   | Newcastle United    |
| 21 | F    | Laurent Koscielny  | 10 september 1985 (26 år) | 1       | 0   | England   | Arsenal             |
| 22 | F    | Gaël Clichy        | 26 juli 1985 (26 år)      | 11      | 0   | England   | Manchester City     |
| 23 | MV   | Cédric Carrasso    | 30 december 1981 (30 år)  | 1       | 0   | Frankrike | Bordeaux            |

## Statistik
- Irlands Robbie Keane (LA Galaxy) och Sveriges Christian Wilhelmsson (Al-Hilal) är de två spelare i turneringen som inte spelar för ett europeiskt klubblag.
- Yngsta spelaren i mästerskapet är Nederländernas Jetro Willems, född 30 mars 1994.
- Äldsta spelaren i mästerskapet är Greklands målvakt Kostas Chalkias, född 30 maj 1974.
- Äldsta utespelaren i mästerskapet är Greklands anfallare Nikos Liberopoulos, född 4 augusti 1975.
- Tyskland har det lägsta medelvärdet vad gäller truppspelarnas ålder; 24,5 år.
- Ryssland har det högsta medelvärdet vad gäller truppspelarnas ålder; 28,3 år.
- 12 spelare har spelat mer än 100 landskamper:
  - 129 – Iker Casillas (Spanien)
  - 126 – Anders Svensson (Sverige)
  - 121 – Shay Given (Irland)
  - 115 – Giorgos Karagounis (Grekland)
  - 115 – Robbie Keane (Irland)
  - 114 – Miroslav Klose (Tyskland)
  - 114 – Olof Mellberg (Sverige)
  - 114 – Dennis Rommedahl (Danmark)
  - 114 – Anatolij Tymosjtjuk (Ukraina)
  - 113 – Gianluigi Buffon (Italien)
  - 108 – Xavi (Spanien)
  - 105 – Andrij Sjevtjenko (Ukraina)
- Fem spelare hade inte debuterat för sitt landslag vid turneringsstart:
  - Jack Butland (England)
  - Emanuele Giaccherini (Italien)
  - Vladimir Granat (Ryssland)
  - Ivan Kelava (Kroatien)
  - Kasper Schmeichel (Danmark)

## Spelarrepresentation
Efter klubb
| Spelare | Klubbar |
| ------- | --- |
| 12      | Bayern München |
| 11      | Real Madrid |
| 10      | Dynamo Kiev |
| 8       | Arsenal, Barcelona, Borussia Dortmund, Liverpool, Manchester City, Sjachtar Donetsk, Zenit Sankt Petersburg |
| 7       | Chelsea, CSKA Moskva, Juventus, Manchester United |
| 6       | Milan, Olympiakos, PSV Eindhoven, Viktoria Plzeň |
| 5       | Dinamo Zagreb, Dnipro Dnipropetrovsk, Dynamo Moskva, Everton, Tottenham Hotspur |
| 4       | Bayer Leverkusen, Celtic, Évian, Paris Saint-Germain, PAOK, Roma, Sporting CP, Sunderland, Werder Bremen, West Bromwich Albion |
| 3       | Beşiktaş, Bordeaux, Braga, Fulham, Lech Poznań, Olympique Lyonnais, Olympique Marseille, Newcastle United, Nordsjælland, Panathinaikos, Porto, Schalke 04, Sevilla, Spartak Moskva, Valencia, Wolverhampton Wanderers, |
| 2       | AEK Aten, Ajax, Anderlecht, Aston Villa, Athletic Bilbao, Atlético Madrid, AZ Alkmaar, Benfica, Bologna, Brøndby, Köpenhamn, Galatasaray, Genoa, Hannover 96, Legia Warszawa, Leicester City, Lokomotiv Moskva, Málaga, Metalist Charkiv, AS Monaco, Napoli, Palermo, Sochaux, Stoke City, Stuttgart, Twente, Wolfsburg, Zaragoza |
| 1       | Al-Hilal, Anorthosis Famagusta, Anzji Machatjkala, Aris Thessaloniki, Atromitos, Auxerre, Birmingham City, Blackburn Rovers, Borussia Mönchengladbach, CFR Cluj, Club Brugge, Derby County, Eintracht Frankfurt, Elfsborg, Fenerbahçe, Feyenoord, Fiorentina, Fortuna Düsseldorf, Göteborg, Groningen, Hamburg, Heerenveen, Helsingborg, Hertha Berlin, Hull City, Illichivets, Internazionale, İstanbul BB, Jablonec, Jagiellonia Białystok, Kaiserslautern, Köln, Lazio, Lille, Los Angeles Galaxy, Maccabi Haifa, Mainz 05, Midtjylland, Millwall, Montpellier, NEC, Nürnberg, Parma, Rennes, Rostov, Rubin Kazan, Samsunspor, Sivasspor, Slovan Liberec, Swansea City, Tavriya Simferopol, Terek Grozny, Torino, Trabzonspor, Udinese, Vorskla Poltava, West Ham United, Young Boys |

| Spelare | Klubbarnas nationstillhörighet                       |
| ------- | ---------------------------------------------------- |
| 78      | England                                              |
| 45      | Tyskland                                             |
| 33      | Spanien                                              |
| 31      | Italien                                              |
| 29      | Ryssland                                             |
| 28      | Ukraina                                              |
| 25      | Frankrike                                            |
| 17      | Grekland                                             |
| 16      | Nederländerna                                        |
| 12      | Portugal                                             |
| 10      | Turkiet                                              |
| 8       | Tjeckien, Danmark                                    |
| 6       | Polen                                                |
| 5       | Kroatien                                             |
| 4       | Skottland                                            |
| 3       | Belgien, Sverige                                     |
| 1       | Cypern, Israel, Rumänien, Saudiarabien, Schweiz, USA |

| Landslag      | Antal spelare som spelar i hemlandet |
| ------------- | ------------------------------------ |
| Danmark       | 7                                    |
| England       | 23                                   |
| Frankrike     | 12                                   |
| Grekland      | 16                                   |
| Irland        | 0                                    |
| Italien       | 20                                   |
| Kroatien      | 5                                    |
| Nederländerna | 7                                    |
| Polen         | 6                                    |
| Portugal      | 10                                   |
| Ryssland      | 21                                   |
| Spanien       | 19                                   |
| Sverige       | 3                                    |
| Tjeckien      | 8                                    |
| Tyskland      | 18                                   |
| Ukraina       | 21                                   |

Anmärkningar
1. ↑  Inkluderar Michel Vorm som spelar för Swansea City, en walesisk klubb som deltar i det engelska ligasystemet.
2. ↑  Inkluderar Danijel Subašić och Georgios Tzavelas som spelar för AS Monaco, en monegaskisk klubb som deltar i det franska ligasystemet.
3. 1 2 3 4 5 6 7 8 9  Nationer i kursiv stil är inte representerade av sitt eget landslag i turneringen.